# Stadtkirche St. Marien (Homberg)

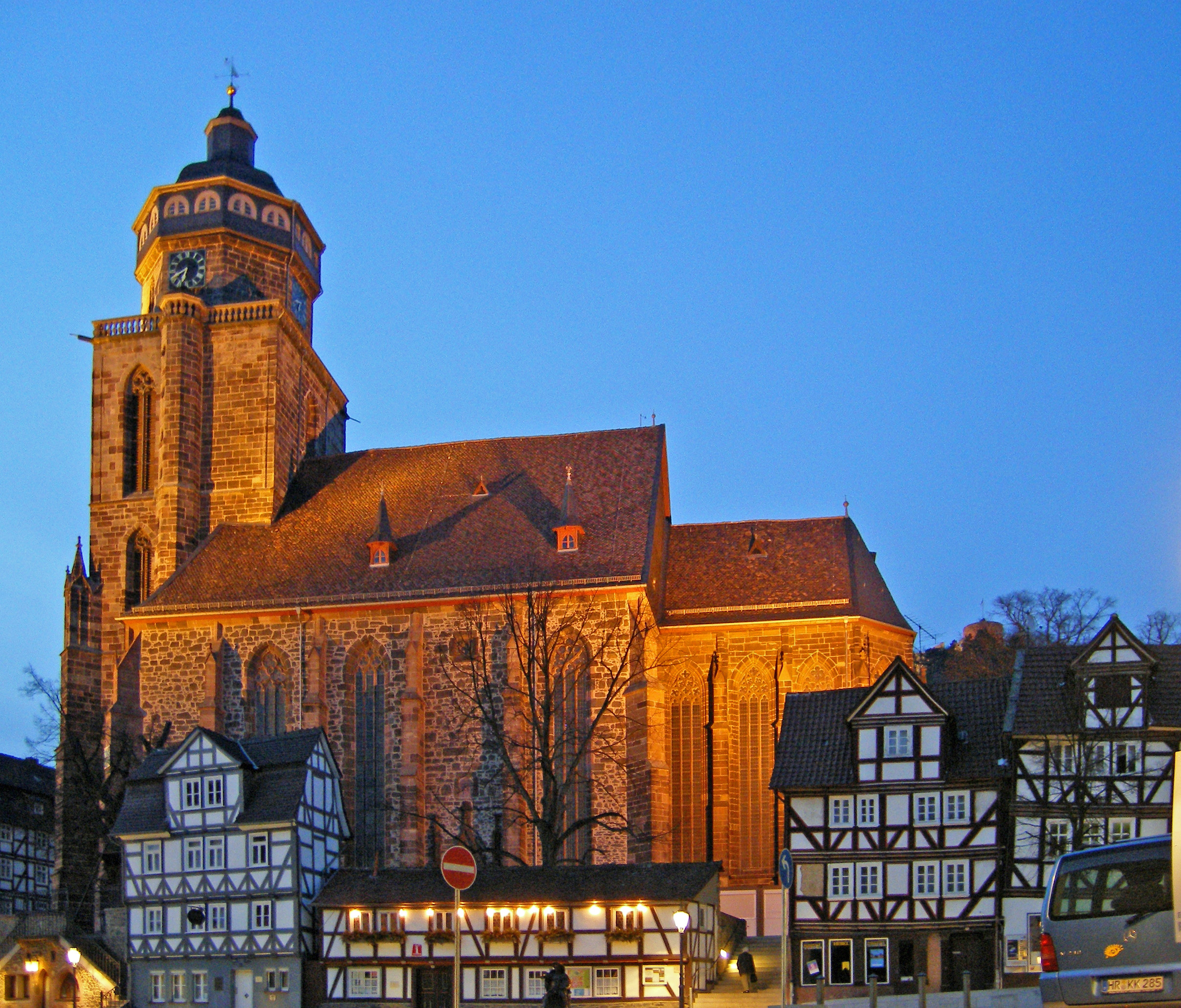
St. Marien in Homberg (Efze)

Die heute evangelische Stadtkirche St. Marien steht erhöht am Marktplatz mitten in der Altstadt und ist das weithin sichtbare Wahrzeichen der Kreisstadt Homberg (Efze) im nordhessischen Schwalm-Eder-Kreis.
Die Kirche aus dem 13. Jahrhundert gehört neben der Elisabethkirche in Marburg zu den wichtigsten gotischen Baudenkmälern im nördlichen Hessen. Ihr kommt eine besondere Bedeutung innerhalb des hessischen Protestantismus zu: Im Jahre 1526 berief Landgraf Philipp der Großmütige die „Homberger Synode“ ein, die in dieser Kirche tagte und den Zeitpunkt markiert, an dem die Landgrafschaft Hessen evangelisch wurde. Deshalb nennt man sie die Reformationskirche Hessens.

## Baugeschichte

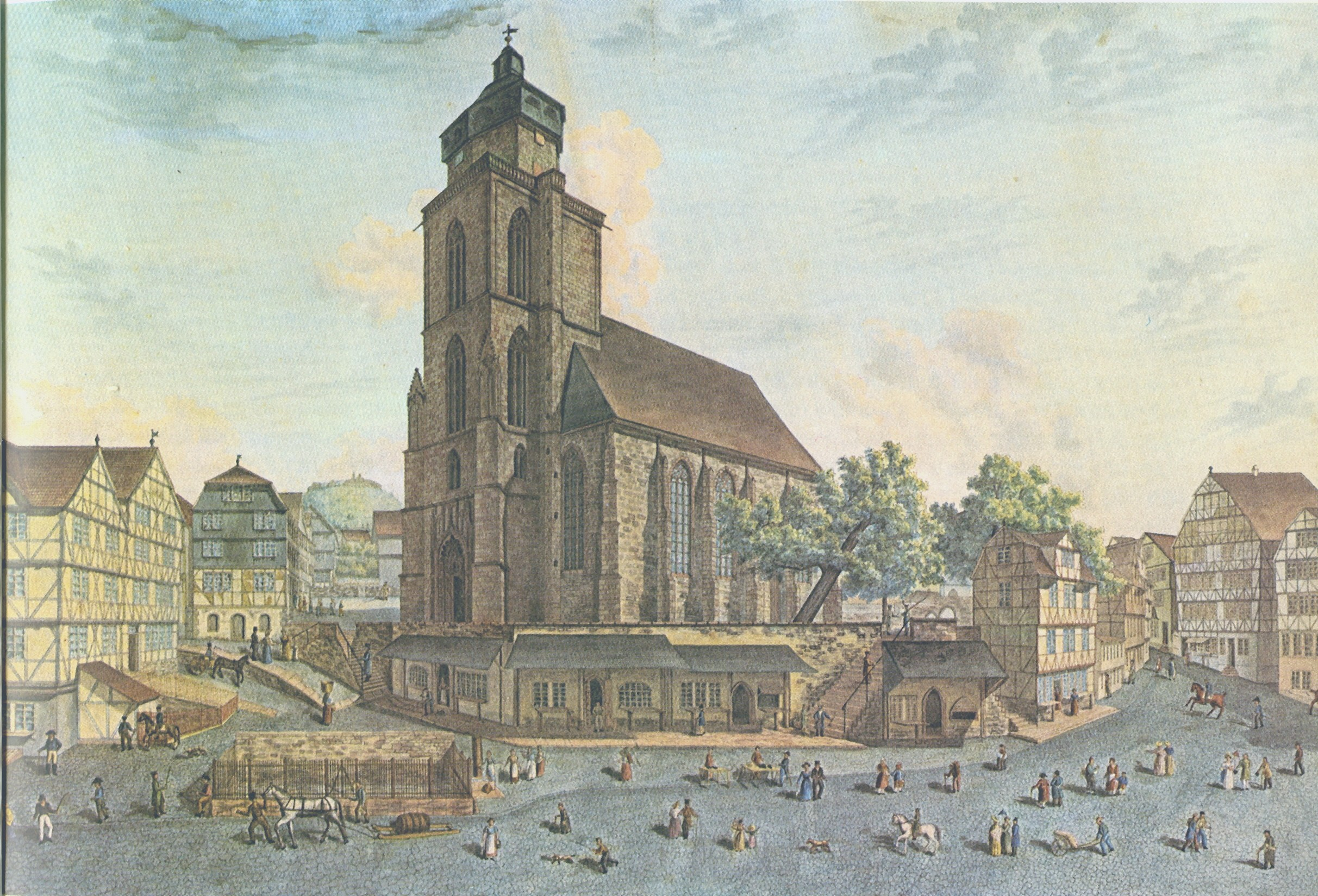
Ansicht des Homberger Marktplatzes um 1831 von August Wiechard

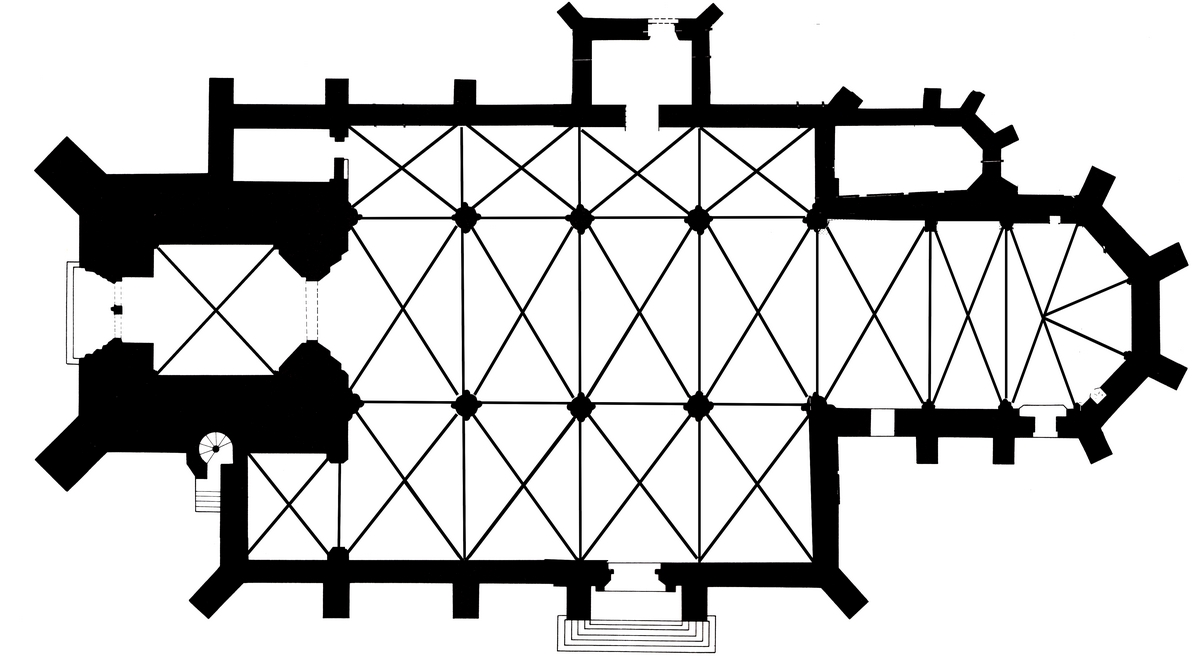
Grundriss der Marienkirche

Nach Vorgängerbauten einer fränkischen Kapelle, vermutlich vor 900, und einer romanischen Kirche um etwa 1000 wurde im 12. Jahrhundert die romanische Basilika, oder frühe Hallenkirche, errichtet. In der ersten Hälfte des 14. Jahrhunderts wurde ein spätgotischer Um- bzw. Neubau als Hallenkirche hessisch-westfälischer Prägung vorgenommen. 1374 wurde der Turmbau begonnen. Während des Dreißigjährigen Krieges kam es nach der Besetzung durch die kaiserlichen Truppen unter Piccolomini 1640 zu Sprengung, Einsturz und Brand von Turm und Langhaus. 1645 bis 1746 wurde laut einer steinernen Tafel am Kirchturm oberhalb der Galerie die Kirche wiederhergestellt. 1709 wurde eine Türmerwohnung errichtet.
1893 wurden Chorfenster mit Darstellung der Homberger Synode gestiftet und eingebaut. 1965 wurde nach Entfernung von Einbauten aus dem 17. bis 19. Jahrhundert (Gestühl, Kanzel, Emporen) der heutige Zustand hergestellt, weiter wurde in diesem Jahr der Sieben-Stationen-Kreuzweg eingebaut.
Das Bauwerk zeigt starke bauliche Ähnlichkeiten mit einer der schönsten frühgotischen Kirchen in Hessen, der Elisabethkirche in Marburg. Das gilt vor allem für den hochaufragenden dreischiffigen Hallenbau, aber auch für Details und dem Maßwerk der Fenster. Das Gewölbe des Langhauses ruht auf sechs Rundpfeilern mit jeweils vier Diensten. Je zwei weitere Säulen sind in den Gewänden des Chores und des eingestellten Turmes eingebaut. Das Chorgewölbe wird von dreiteiligen Wanddiensten getragen. Die Schlusssteine im Chor tragen Bildreliefs von Jesus als Menschensohn, auferstandener Christus und Lamm Gottes. An der Nordseite des Chores ist eine kleine Sakristei angebaut mit Wanddiensten, die vom Fußboden aufsteigen. Der Raum ist eine Nachbildung von Langhaus und Chor im kleinen.
Ein im nördlichen Seitenschiff hängendes barockes Kruzifix aus Franken zeigt den gekreuzigten Jesus noch lebend (crocefisso vivo). Es ist eine Spende eines verstorbenen Homberger Unternehmers.
Das Epitaphium über der Empore des südlichen Seitenschiffs ist in deutscher Sprache abgefasst und dem Andenken zweier Offiziere aus der Familie des Generalleutnant de Clement gewidmet. Die Ehrentafel, ein typisches Dokument der Barockzeit, lautet im deutschen Text: „Es eilt die Zeit mit allem fort, hier ist das Bild, das Wesen dort, der Tod passt auf an jedem Ort.“
Der weitere Text lautet: Sterblicher, der du dieses liesest/ Betrachte dieses Monument/ als ein billiges Andenken/ Zweyer vortrefflicher Brüder/ und würdigen Söhnen/ Weyland/ des tapferen und bewährten hessischen Generalleutnants/ Herr Stephani von Clement/ welche an Geburth, Gottseligkeit und Heldenmuth/ in dieser Welt große Vorzüge hatten/ nämlich/ des tapferen Herrn/ Ludwigs David von Clement/ Kayserl. bayr. Kapitaine/ der Anno MDCCXLIV (1744) am X. Juli nach ausgestandenem hitzigen Fieber der Seelen nach in die seelige Unsterblichkeit eingegangen ist./ Sodann/ des weyland tapferen Herrn Karl Ludwigs von Clement/ hessischen Lieutenants, der Anno MDCCXXIII (1723) am 8. Juli das Licht dieser streitenden Welt erblickt/ Anno MDCCXLVII (1747) aber am 20. Martii in Brabant/ und zwar in dem Treffen bei Laffeld,/ da er auf der Wahlstatt und also auf dem Bett der Ehren/ durch eine canonen Kugel des zeitlichen Lebens beraubt worden/ der Seelen nach mitten aus dem Streit zu ewigem Frieden gelangt ist/.
An der östlichen Stirnseite des Nordschiffes hängt eine Wandtafel, die die alteingesessene Homberger Adelsfamilie von Bardeleben der Erinnerung an die Brüder Johann Wilhelm Anton Hilmar von Bardeleben, die im jugendlichen Alter im spanischen Erbfolgekrieg ihr Leben ließen.
Er lateinischer Sprache berichtet die Tafel von Anton Hilmar der als Dreiundzwanzigjähriger am 15. November 1703 als hessischer Kapitän bei Speierbach/Pfalz fiel. Sein um ein Jahr älterer Bruder Johann Wilhelm wurde am 17. August 1704 als Kapitänlieutenant durch eine Kanonenkugel in der Schlacht bei Höchstädt so schwer verwundet, dass er nach zehn Tagen an den Folgen der Verwundung starb.
Die über der Empore an der Nordseite des Seitenschiffs angebrachte Erinnerungstafel hält in lateinischer Sprache die Ehre der Mutter Louise Eva de Clement wach, sie wurde von der Tochter Luise Charlotte de Clement gestiftet.
Eine Fratze, ein sogenannter Neidkopf, befindet sich in der südwestlichen Ecke der Kirche.

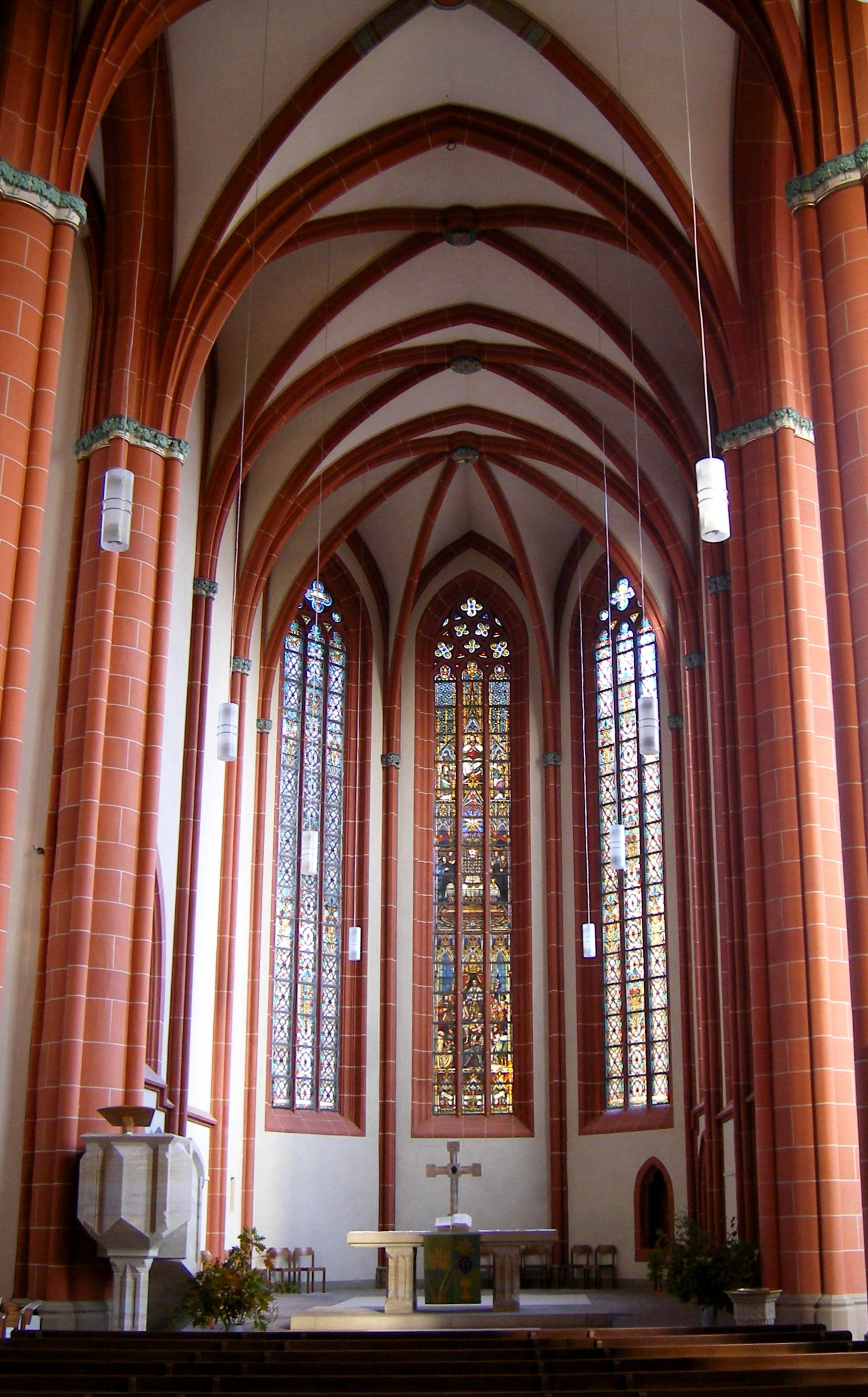
Blick in die Kirche
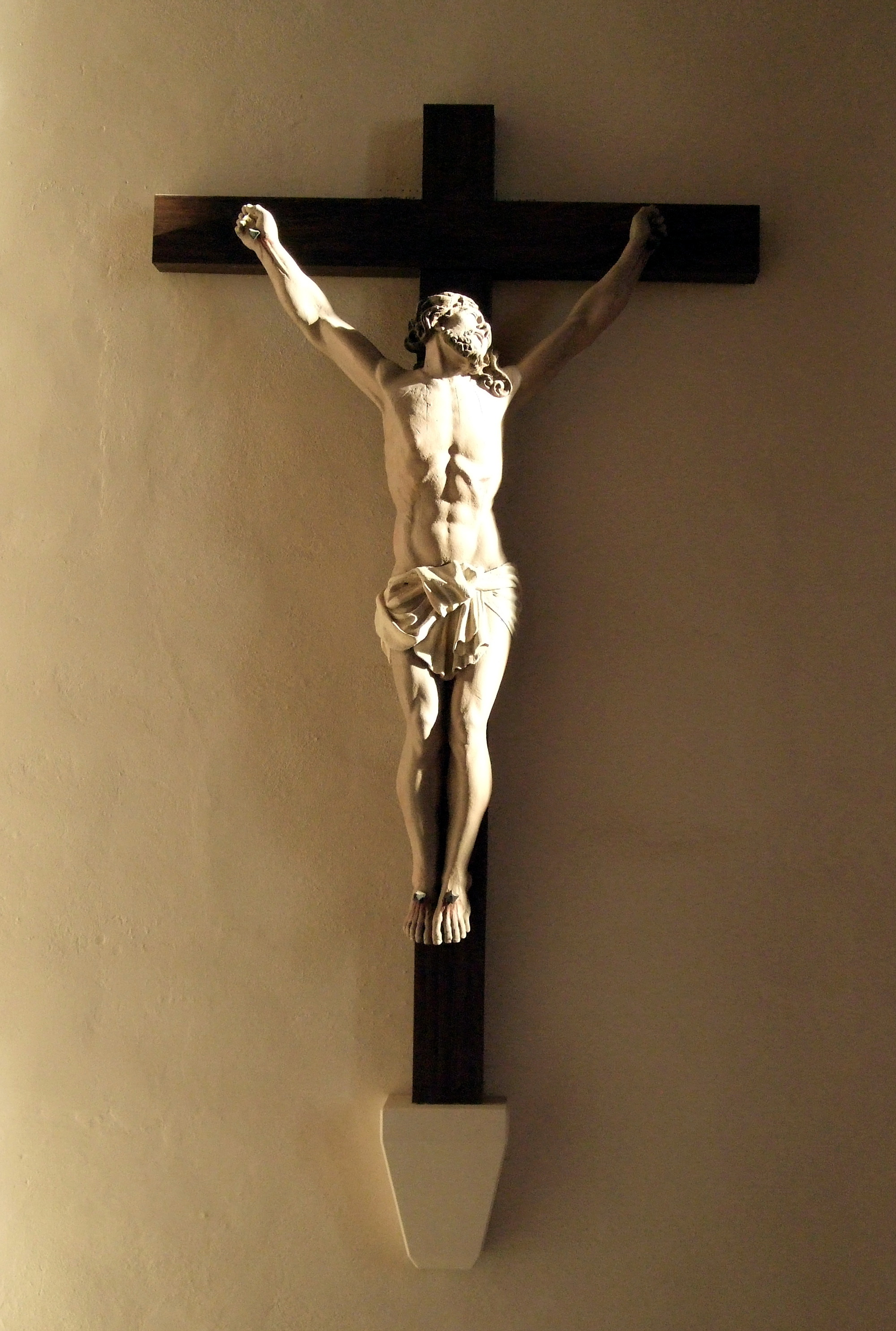
Barockes Kruzifix aus Franken
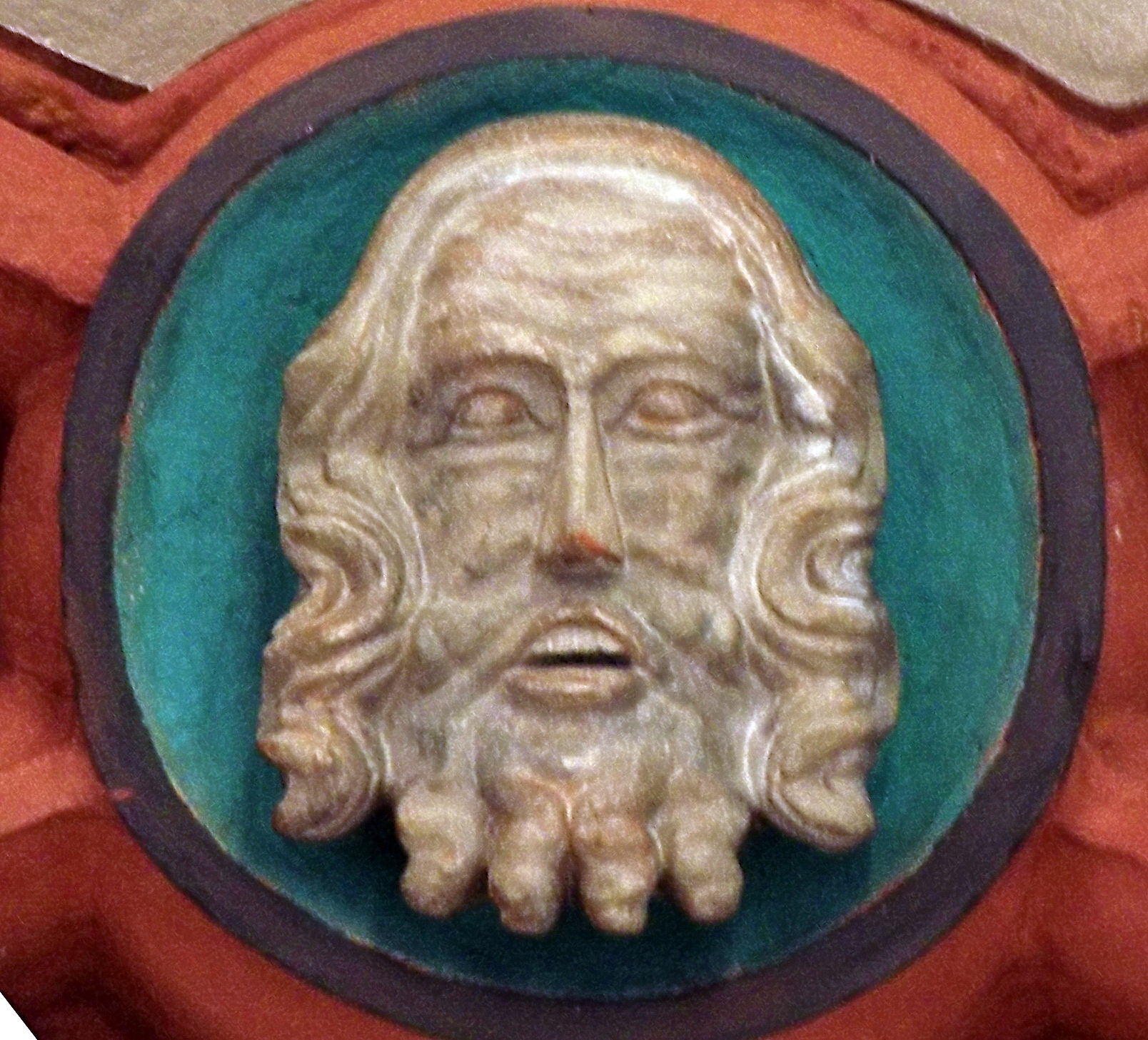
Schlussstein im Chor der Stadtkirche St. Marien in Homberg (Efze), Jesus Menschensohn darstellend
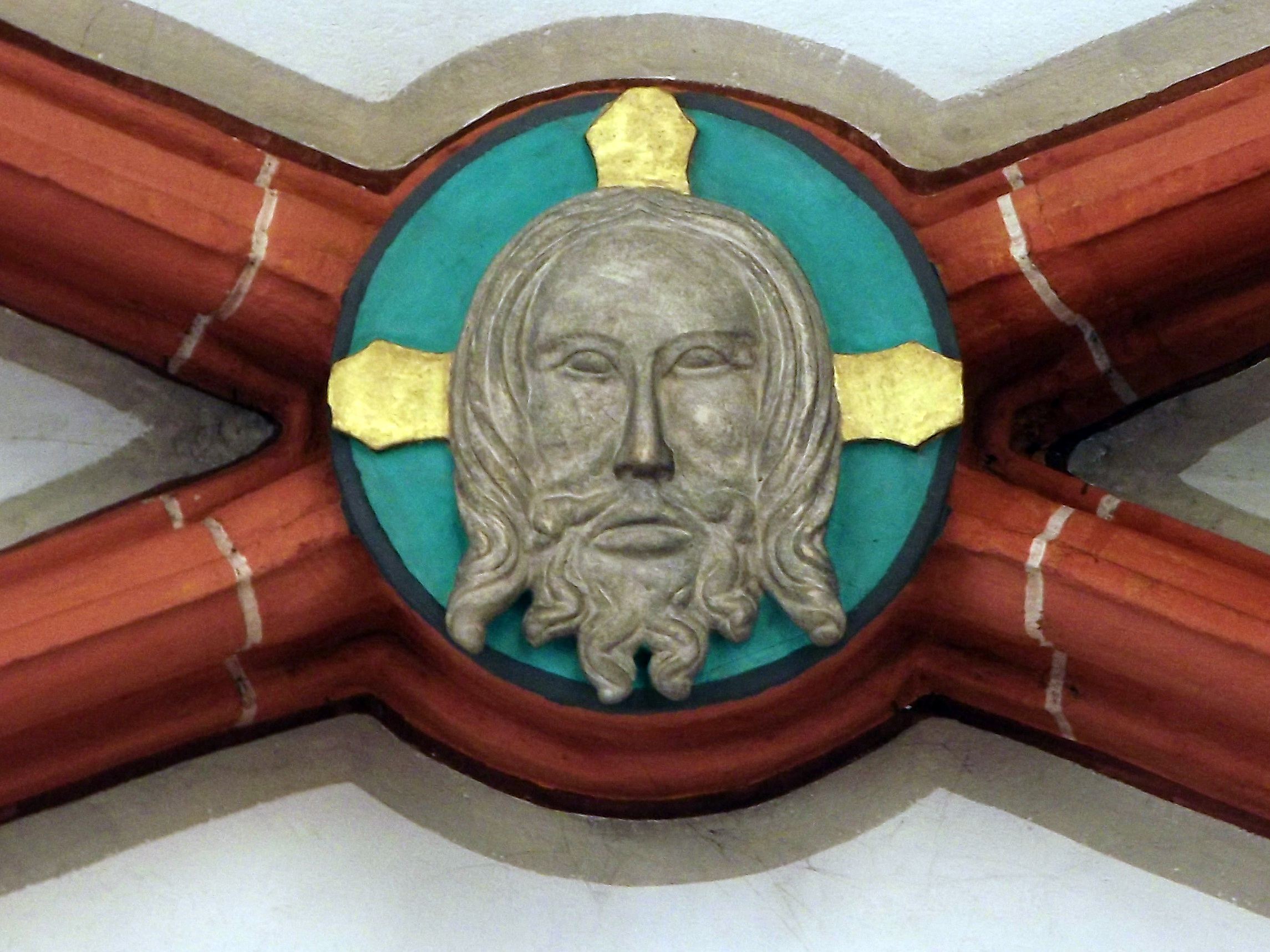
Schlussstein im Chor der Stadtkirche St. Marien in Homberg (Efze), den auferstandenen Christus darstellend
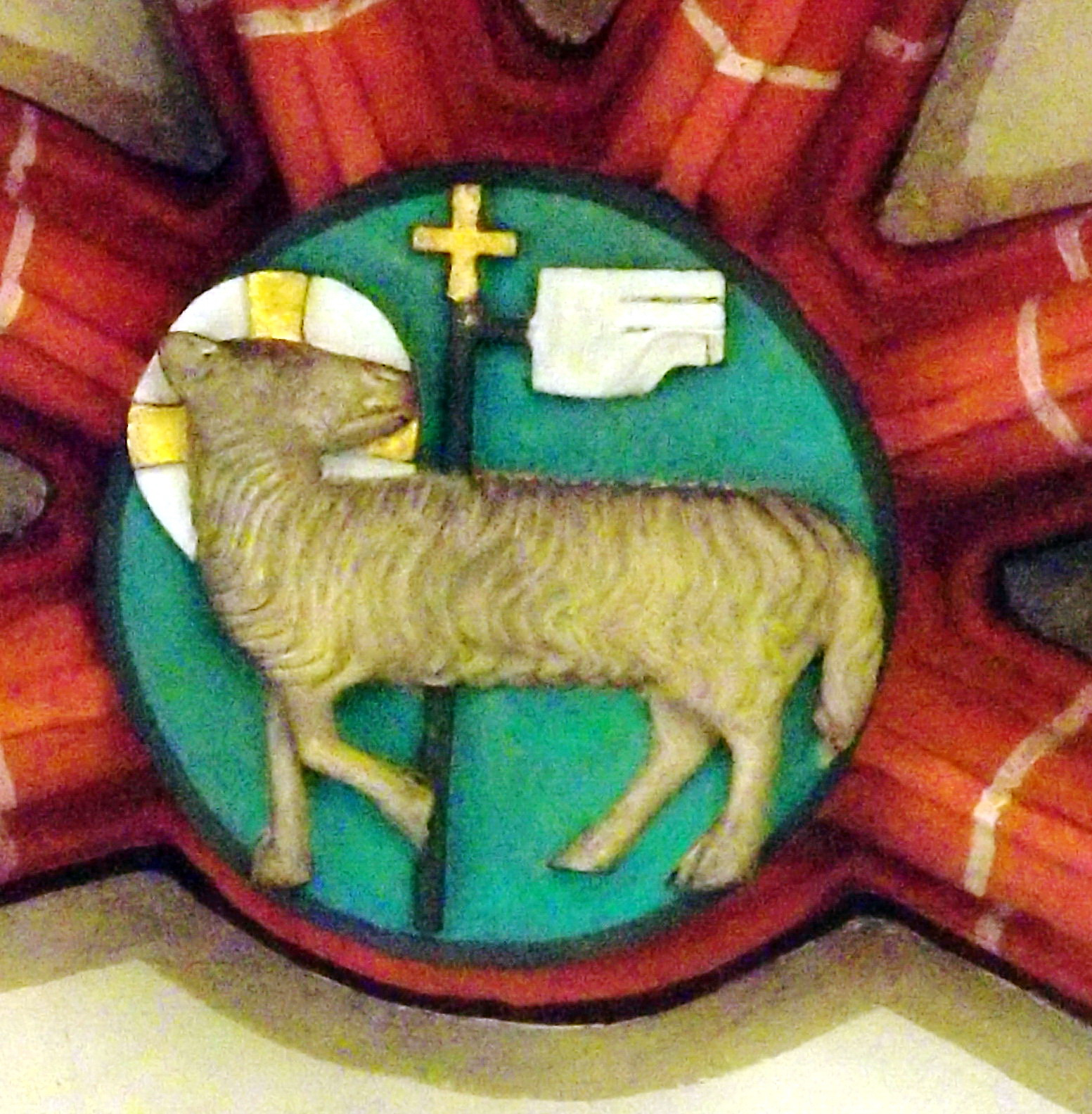
Schlussstein im Chor der Stadtkirche St. Marien in Homberg (Efze), Jesus als Lamm Gottes darstellend
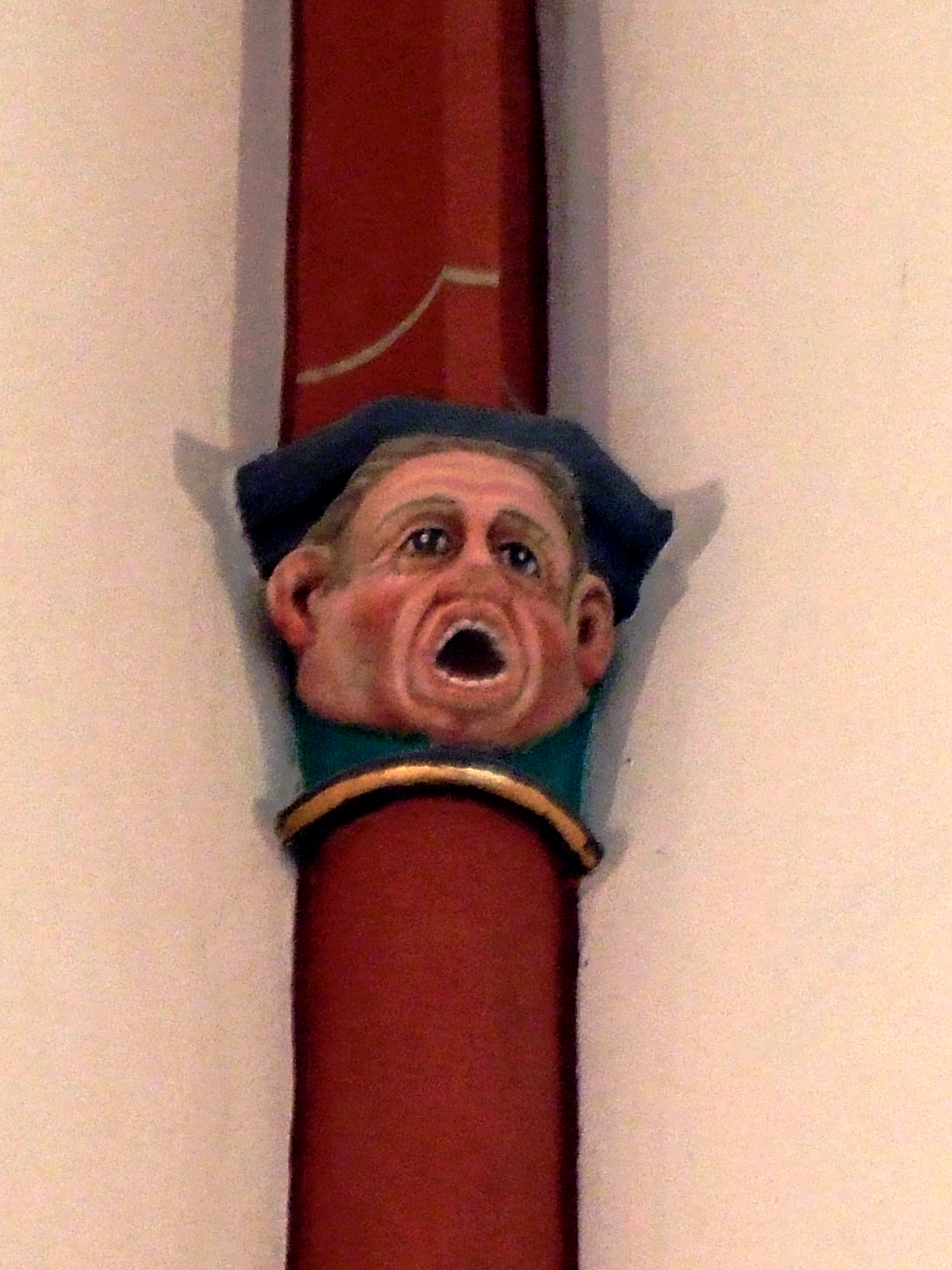
Neidkopf im Kircheninnern

## Orgel

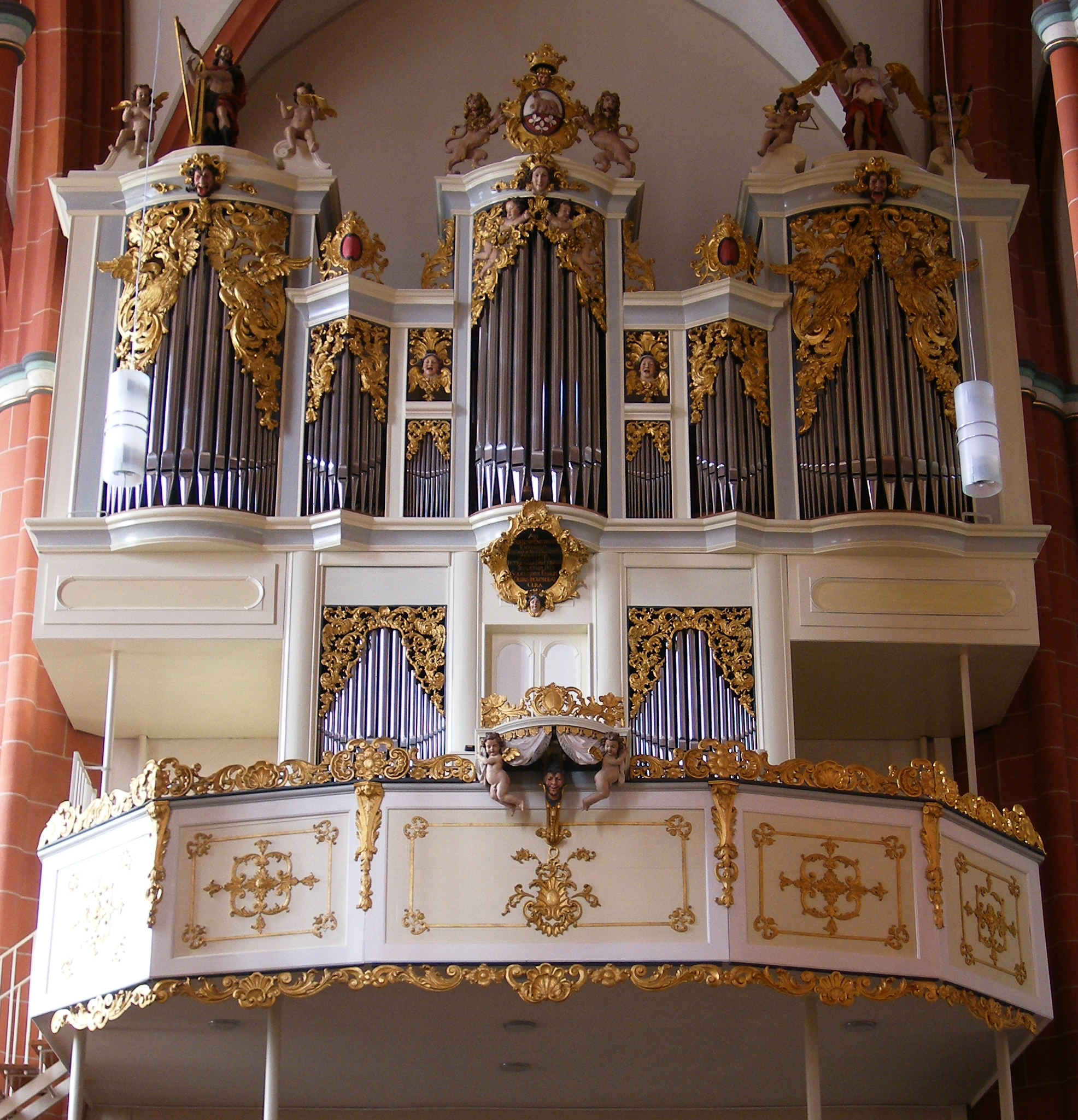
Prospekt der Schäffer-Orgel von 1733

Die Orgel wurde 1732/33 von Johann Friedrich Schäffer aus Witzenhausen gebaut und 1735 von ihm um vier Register erweitert. Früher wurde Johann Nikolaus Schäfer als Erbauer angenommen. Der Prospekt ist ein Werk des Bildhauers und Schnitzers Joseph Dietrich Gö(h)ring und wird von vergoldetem Rankenwerk im Régencestil gekrönt. Schwebende Putti und musizierende Engel zieren den Prospekt. Zwei aufgerichtete Löwen tragen ein Wappen mit drei Kleeblättern mit einem darüber schreitenden Löwen. Mehrere Maskarons und flügelschwingende Adler verleihen dem Prospekt sein einmaliges Erscheinungsbild. 1966 wurde die Orgel von der Firma Werner Bosch technisch und klanglich erneuert und um ein drittes Manual erweitert. 1988 erfuhr die Orgel durch die Firma Dieter Noeske eine komplette klangliche Umgestaltung und erhielt ihre heutige Disposition.
| I Brustwerk C– |           |       |
| 1.             | Gedackt   | 8′    |
| 2.             | Prinzipal | 4′    |
| 3.             | Rohrflöte | 4′    |
| 4.             | Oktave    | 2′    |
| 5.             | Quinte    | 1 ⁄3′ |
| 6.             | Scharf    |       |
| 7.             | Dulzian   | 8′    |
|                | Tremulant |       |

| II Hauptwerk C– |              |     |
| 8.              | Bourdun      | 16′ |
| 9.              | Prinzipal    | 8′  |
| 10.             | Hohlflöte    | 8′  |
| 11.             | Oktave       | 4′  |
| 12.             | Blockflöte   | 4′  |
| 13.             | Oktave       | 2′  |
| 14.             | Flageolet    | 2′  |
| 15.             | Cornett II   |     |
| 16.             | Mixtur IV–VI |     |
| 17.             | Trompete     | 8′  |

| III Schwellwerk C– |                 |    |
| 18.                | Flauto          | 8′ |
| 19.                | Viola da Gamba  | 8′ |
| 20.                | Prinzipal       | 4′ |
| 21.                | Flauto dolce    | 4′ |
| 22.                | Vox coelestis   | 8′ |
| 23.                | Oktave          | 2′ |
| 24.                | Echo-Cornett II |    |
| 25.                | Oboe            | 8′ |
|                    | Tremulant       |    |

| Pedal C– |            |        |
| 26.      | Subbaß     | 16′    |
| 27.      | Oktavbaß   | 8′     |
| 28.      | Spitzflöte | 8′     |
| 29.      | Oktavbaß   | 4′     |
| 30.      | Quinte     | 5 1⁄3′ |
| 31.      | Posaune    | 16′    |
| 32.      | Trompete   | 8′     |

- Koppeln: I/II, III/I, I/P, II/P, III/P

## Westportal
Bemerkenswert ist das gotische Westportal mit Figurenschmuck wie Löwen, Blattmasken, Engeln und vermutlich Evangelisten. Ursprünglich war das stattliche Westportal mit einem Fenstertympanon wohl als Figurenportal geplant, die Baldachine blieben jedoch leer. Die Steinmetzarbeiten werden Tyle von Frankenberg zugeschrieben, aber dies ist bisher nicht eindeutig bewiesen. Das Kirchenportal ist in früheren Vorstellungen der Übergang von der durch Teufel und Dämonen verunsicherten Welt in das Haus Gottes. In dieser Funktion sollte es zum einen böse Geister abschrecken, zum anderen den eintretenden Gläubigen daran gemahnen, das der Weg ins Himmelreich nur über die Befolgung der 10 Gebote und ein gottesfürchtiges Leben möglich war. Auf Grund dieser Bedeutung des Portals war es meist reich geschmückt.

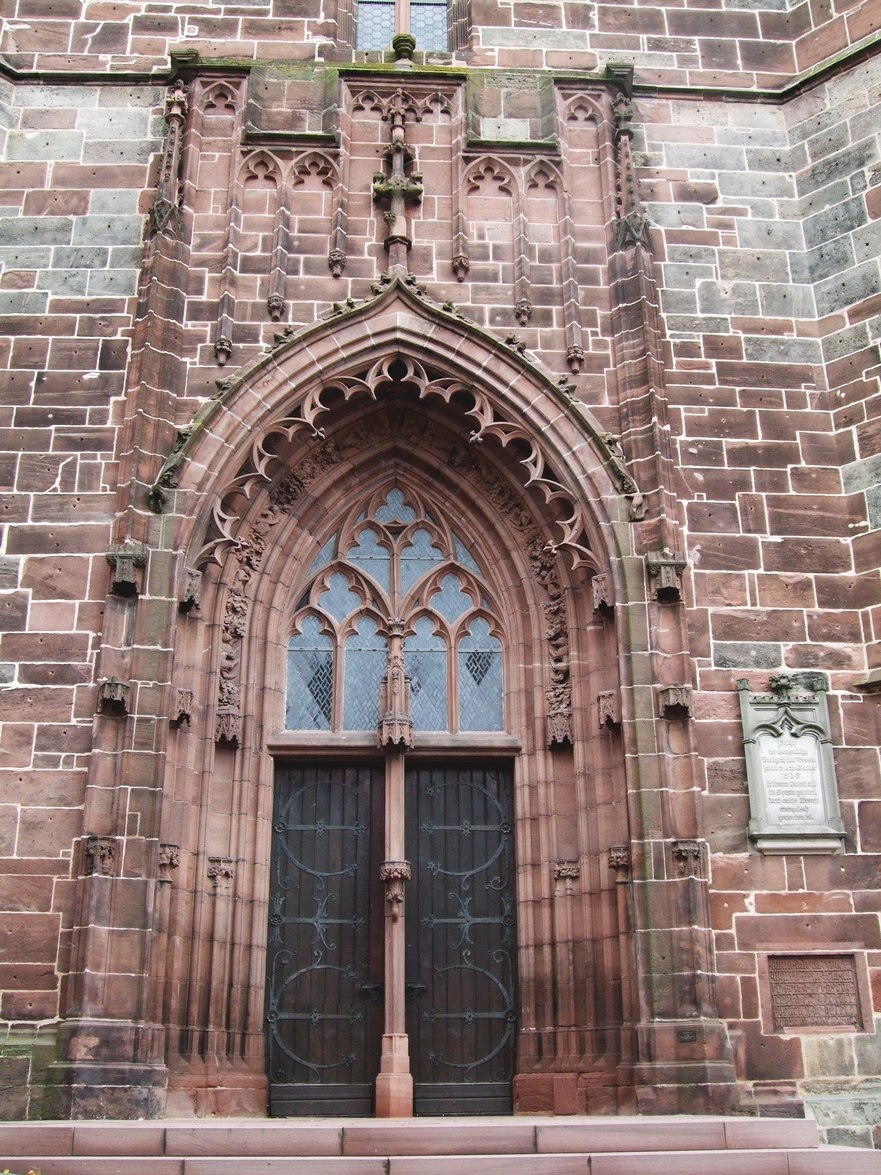
Westportal

Das Homberger Portal weist trotz fehlender Plastiken auf den Konsolen ein Bildprogramm mit einer großen Anzahl von Blattwerk umkränzten Gesichtern oder Fratzen auf. Vierzehn Blattmasken, Gesichter die aus Blattwerk herausschauen, zieren das Portal. Davon sind acht der Fratzen in die Basen der Konsolen rechts und links des Portals integriert.
Vier Figuren mit Schriftbändern, zwei löwenähnliche Figuren, Eichenlaub, sechs Blattmasken und ein Engel mit Krone bilden den Höhepunkt in der figürlichen Plastik des Westportals.
Elf Konsolen und Baldachine umrahmen den Eingang, sie weisen keine Befestigungsspuren von Plastiken auf.
Der Wimperg zeigt an seiner Basis Reste einer apotropäischen (der Abwehr von Bösem dienenden) Figur: An der Basis des Wimpergs kriecht ein Wesen mit schlängelndem Schwanz in die Kirche, auf der Gegenseite schaut die Figur wieder heraus. Zur Zeit des Bildersturmes scheint die Figur zerstört worden zu sein. Sie könnte einen Drachen dargestellt haben. Eine andere Theorie interpretiert die Figuren als geflügeltes Wesen (Löwe) auf der rechten Portalseite sowie als Hundefigur auf der linken Portalseite.
Rechts vom Portal befinden sich zwei Denkinschriften. Eine Tafel trägt die lateinische Inschrift: "Im Jahre des Herren 1374 am Dienstag (16. Mai) vor dem Pfingstfeste ist begonnen worden dieser Turm durch Heinrich von Heserode den Fabrikmeister."  Die andere Inschrift, aus dem Jahre 1904, verweist auf die Reformation im Jahre 1526.

## Kirchenglocken
Das Geläut der evangelischen Stadtkirche St. Marien zu Homberg (Efze) setzt sich aus einem klangvollen und zum Teil historischem Fünfergeläut in den Schlagtönen c1, es1, f1, as1 und b1 zusammen. Diese Bronzeglocken hängen an leicht gekröpften Stahljochen im Stahlglockenstuhl. Angetrieben werden sie mit unterschiedlich starken Drehstrommotoren der Firma Hörz.

## Baugeschichtliche Besonderheiten
Zwischen Westportal und Brautportal findet man an einigen Stellen Schleifspuren. Man geht davon aus, dass die Kratz- oder Schleifspuren dadurch entstanden, dass Gläubige mit einem Gerät an dem Sandstein kratzten, um etwas von den heiligen oder heilsbringenden Energien mitnehmen und einnehmen zu können. Es wird auch berichtet, dass die Menschen aus Angst vor der Pest Steinstaub von den Mauern der Kirchen kratzten. Mit Wasser vermischt tranken sie diesen Staub. Die Kratzspuren an den alten Kirchen zum Beispiel in Norddeutschland nennt man daher Pestschaben oder Pestrillen.
Am Turm – auf Höhe der Altane – befindet sich eine sandsteinerne Tafel mit der Inschrift:
ANNO CHRISTI CUI SOLI GLORIA
HAEC TURRIS
1374 EXSTRUI INCEPTA
1640 OCCIPATIONE HOSTILI
CAESARIANORUM
EXUSTA COLLAPSA
1645 REPARARI INCHOATA
1745 ET 46 COMPLETA
ARTE MECHANICA
G.F.RAPPOLT
WOLFFHAGENSIS
SUB CONSULATU
I.I.ROHDE

### Sonnenuhren

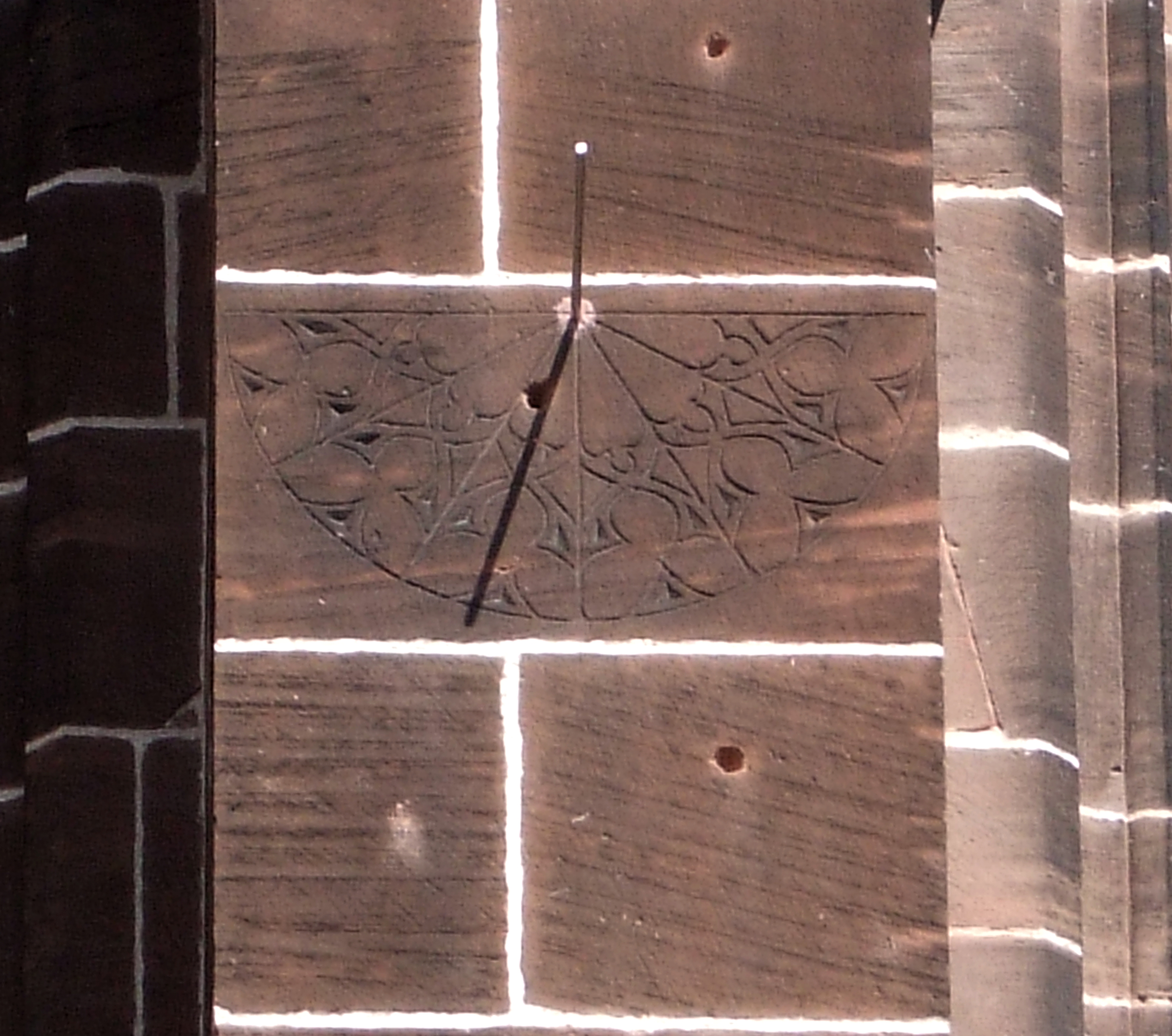
Gebetsuhr

Die Homberger Stadtkirche besitzt neben dem Straßburger Münster für ein Einzelbauwerk eine große Anzahl an Sonnenuhren. Von den ehemals sechs Uhren sind drei in großen Teilen und drei in Resten erhalten.
An der Südseite des Chores sich zwei Kanoniale Sonnenuhren sorgfältig eingemeißelt, wie sie auch in Klöstern zu finden sind, um die gemeinsamen Gebetszeiten anzuzeigen. Erkennbar sind je ein Halbkreis, der in sechs gleich große Segmente mit gotischem Maßwerk unterteilt ist. Die verlorenen Schattenstäbe wurden während der Sanierung der Kirche rekonstruiert. Da der Chor um 1340 fertiggestellt wurde, werden diese Sonnenuhren bauzeitlich datiert.
Am Südostpfeiler des Chors befindet sich eine weitere Sonnenuhr. Am Südwestpfeiler des Langhauses ist eine Sonnenuhr auf einer Holztafel mit einer Kupferplatte angebracht. Die Ziffern 1234 sind in arabischen Zahlen und die restlichen Ziffern in lateinischen Zahlen ausgeführt. Das Strahlenbündel zu den Zahlen ist durch eine etwa 8 mm breite Vergoldung abgegrenzt, die im oberen Teil von einem Rundbogen begrenzt wird. In diesem Feld befindet sich eine Mandorla mit drei kronenartigen Ornamenten. Rechts neben dem Südportal des Langhauses befindet sich am Südostpfeiler eine rechteckige Aussparung in einem Sandstein mit den Spuren einer Südostuhr.
Am Turm auf der Höhe des Umgangs ist auf der Südostseite die Uhr des Türmers roh eingemeißelt. Sie wird um 1500 datiert. Bemerkenswert an dieser Sonnenuhr ist die Verwendung von Zahlzeichen, die auch Zimmermannzahlen genannt wurden.

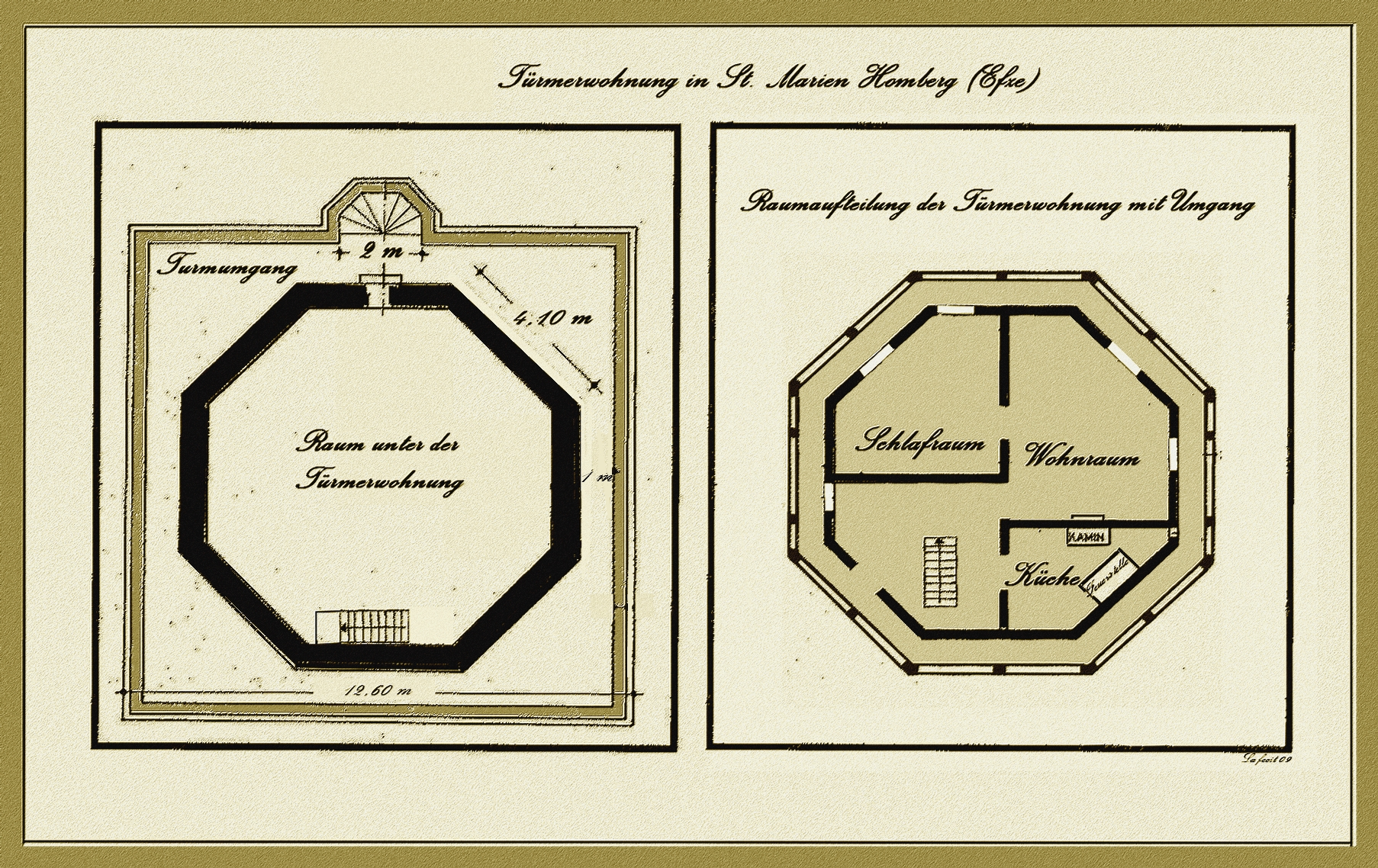
Grundriss der Türmerwohnung

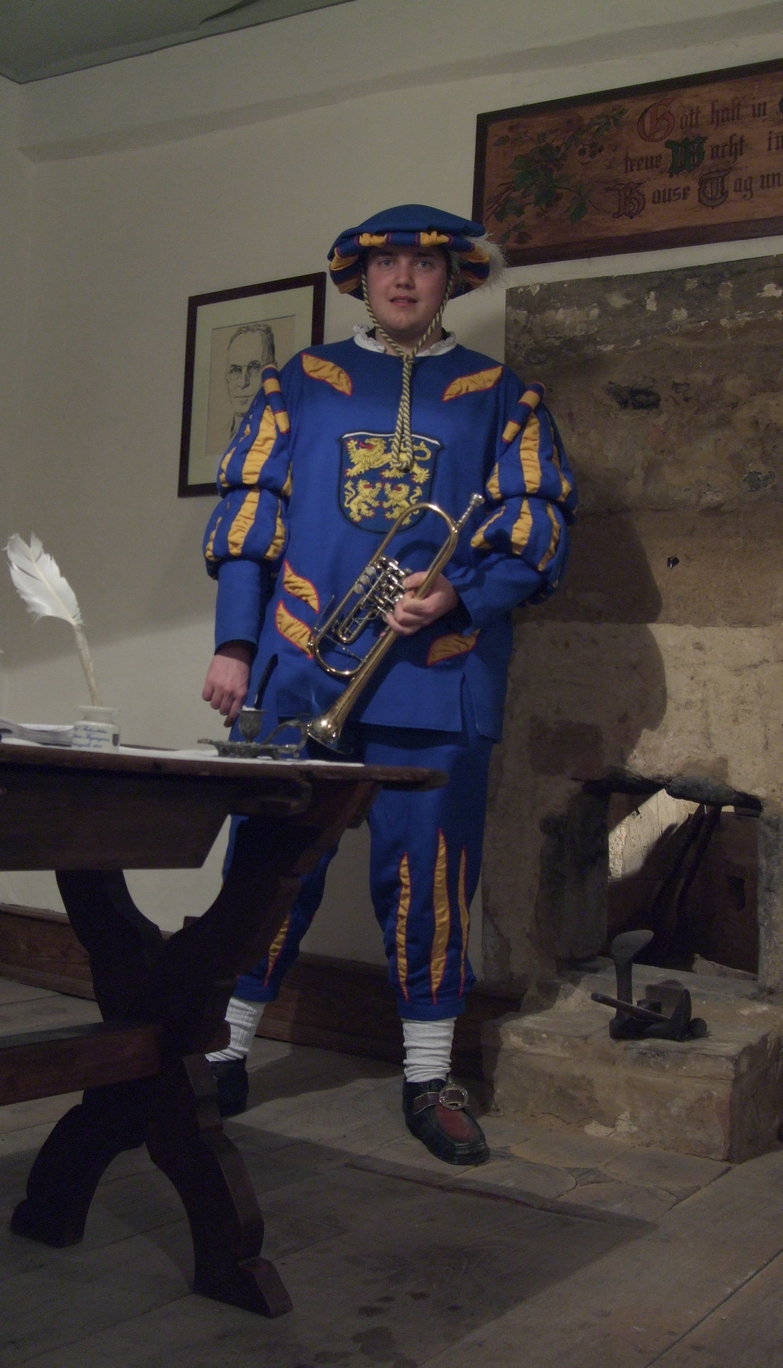
Der Türmer von Homberg (2009)

### Türmerwohnung
Der Turm weist eine Höhe von 57,25 m auf. Direkt unter der welschen Haube befindet sich die Wohnung des Türmers, in der bis 1837 die Familien des Türmers wohnten. Sie umfasst eine Diele von ca. 13 m2, eine Küche mit Kamin und offener Feuerstelle mit 8 m2 sowie zwei weitere Räume von 12 m2 und 19 m2. Die Wohnung ist von einem 1 m breiten Umgang umgeben, dessen Fenster man von unten sehen kann. Im Rahmen von Führungen kann der Turm über 217 Stufen bis zur Türmerwohnung und der umlaufenden Aussichtsgalerie bestiegen werden. Unter der Wohnung befindet sich auf Höhe des offenen Turmumganges mit Balustrade ein weiterer großer Raum, der wohl als Lagerraum diente.

## Sonstiges
Bei der Wahl des Hessischen Rundfunks zum beliebtesten Bauwerk Hessens kam die Stadtkirche St. Marien 2012 auf Platz 19 von 100 eingereichten Vorschlägen.
Die Kirchenlinde auf der Südseite oberhalb des Homberger Marktplatzes ist ein geschütztes Naturdenkmal.